# Hayley McGregory
Hayley McGregory, née le 13 janvier 1986 à Londres au Royaume-Uni, est une nageuse américaine spécialiste du dos crawlé. Malgré ses performances chronométriques, parmi lesquelles deux anciens record du monde, elle ne s'est jamais qualifiée pour les Jeux olympiques. Plus encore, elle a échoué à quatre reprises troisième des sélections olympiques américaines, passage obligé pour participer à l'événement olympique, alors que seules deux nageuses peuvent se qualifier.

## Biographie
Née en Angleterre, Hayley McGregory traverse l'Atlantique pour les États-Unis à 2 ans. Elle y apprend à nager à 8 ans. C'est durant sa scolarité à l'école à Houston qu'elle commence à se distinguer comme l'une des meilleures jeunes nageuses de l'État du Texas où elle est même désignée sportive de l'année en 2001. Elle rejoint par la suite Austin où elle participe grandement à la victoire de sa nouvelle école aux championnats d'État en 2003 en gagnant les 100 yards nage libre et 100 yards dos. Lors des sélections olympiques de 2004, la jeune nageuse échoue de peu à se qualifier pour les Jeux olympiques d'Athènes malgré de nouveaux records personnels. Elle termine en effet troisième des 100 et 200 m dos alors que seules les deux premières nageuses de chaque course obtienne leur sélection. Quelques semaines plus tard, elle enlève les deux titres nationaux aux championnats d'été du pays ainsi que le titre du relais 4 × 100 m 4 nages.
En 2005, elle est désignée meilleure débutante de la Big 12 Conference remportée par son club des Texas Longhorn. En 2006, la nageuse rejoint brièvement le club omnisports de l'USC Trojans au sein de l'Université de la Californie méridionale avant de revenir au Texas. Durant cette période, McGregory enchaîne plusieurs contre-performances mais retrouve le haut-niveau l'année suivante lors des championnats nationaux d'été. Trois années après son doublé national, elle remporte en effet le titre du 100 m dos en l'absence de la championne olympique Natalie Coughlin.
En mars 2008, lors des All-American Long Course Championships à Austin, la nageuse bat le premier record du monde de sa carrière en nageant un 50 m dos en 28 s, soit 9 centièmes de seconde de moins que l'ancienne référence planétaire. Quelques minutes plus tôt, McGregory s'était déjà illustrée en descendant pour la première fois sous la minute sur 100 m dos. En 59 s 81, quatrième temps de l'histoire, elle devient la cinquième femme à réaliser pareille performance après Natalie Coughlin, Laure Manaudou, Kirsty Coventry et Anastasia Zueva.
Quelques mois plus tard, elle échoue à se qualifier pour les Jeux olympiques de Pékin en terminant troisième lors des sélections olympiques sur 100 et 200 m dos (seules les deux premières sont qualifiées). Bien qu'elle établisse un record du monde dès les séries du 100 m dos en 59 s 15, elle ne termine que troisième de la finale derrière Natalie Coughlin et Margaret Hoelzer. Malgré un nouveau record personnel sur 200 m dos (2 min 07 s 69), elle termine de nouveau troisième en finale ce qui la prive pour la seconde fois de sélection olympique après 2004.